# Akın Emanuel Şipal
Akın Emanuel Şipal (* 1991 Essen) je německý dramatik, filmový režisér a herec. Do povědomí převážně odborné veřejnosti se zapsal jako autor divadelních her a scénářů ke krátkometrážním i celovečerním filmům.

## Rodina
Jeho dědečkem byl Kâmuran Şipal, významný turecký autor a překladatel, který je považovaný za „turecký hlas Franze Kafky“.

## Divadlo
Şipalovou divadelní prvotinou byla hra Vor Wien (Před Vídní) z roku 2012, v níž zpracoval příběh obchodního cestujícího Erola. Erol, jenž svůj život tráví v letadlech a cestuje mezi dvěma světy, východem a západem, Německem a Tureckem, postupně objevuje nejen své kořeny, ale především svou identitu.
V roce 2018 uvedlo divadlo v Brémách (Theater Bremen) jeho hru Haus in der Nähe einer Airbase (Dům v blízkosti letecké základny). Ta líčí příběh německé rodiny tureckého původu, jež přesídlila do jižního Turecka a je vnímána coby další Şipalův příspěvek k diskurzu turecko-německých vztahů.
Mezi jeho další divadelní počiny patří např. hry Kalami Beach (premiéra 24. 9. 2016 v Nationaltheater Mannheim), svatební komedie SHIRIN & LEIF uvedená v roce 2019 v Brémách, či textová miniatura vzniklá na jaře 2020 pro divadlo Bochum Die Abwesenheit des Propheten (Nepřítomnost prorokova). Şipalovou dosud poslední hrou je Mutter Vater Land, jejíž premiéra je předběžně plánována na 22. dubna 2021 v Brémách.

## Film
Je autorem úspěšného scénáře k německému filmu The Bicycle (2015), jenž získal cenu poroty na Mezinárodním filmovém festivalu v Montrealu. Režíroval dokumentární filmy Deprem Meprem (2013), Baba Evi (2015) či Die Festung (2020).